# Firaja Chabibullowna Arslanowa

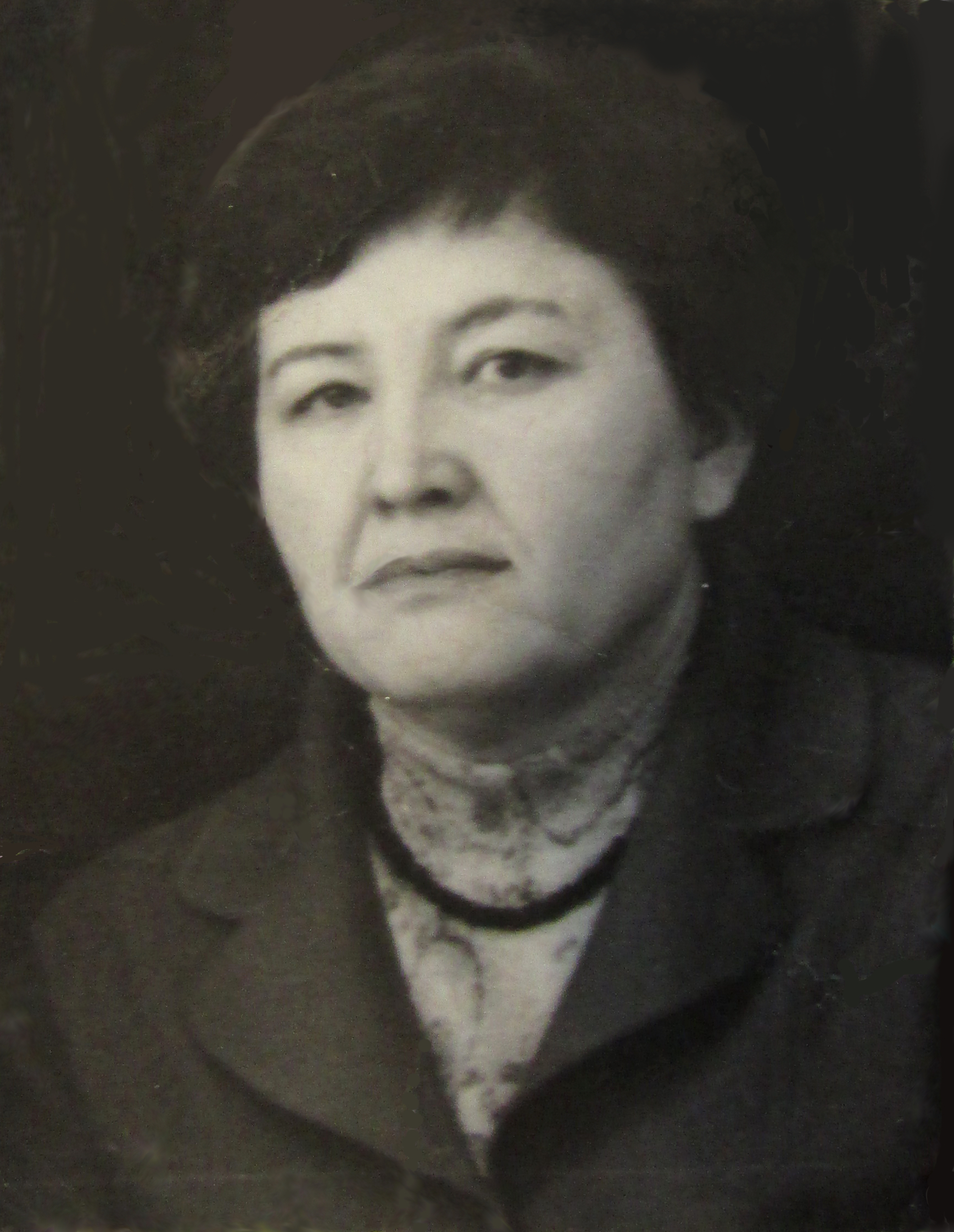
Firaja Chabibullowna Arslanowa (1980er Jahre)

Firaja Chabibullowna Arslanowa (russisch Фирая Хабибулловна Арсланова; * 10. März 1934 in Temir, Gebiet Aqtöbe; † 25. März 1995 in Twer) war eine sowjetisch-russische Prähistorikerin, Mediävistin und Hochschullehrerin.

## Leben
Arslanowa studierte in Almaty an der Kasachischen Staatlichen Universität in der historischen Fakultät mit Abschluss 1956.
Nach dem Studium wurde Arslanowa wissenschaftliche Mitarbeiterin des Instituts für Geschichte, Archäologie und Ethnographie der Akademie der Wissenschaften der Kasachischen Sozialistischen Sowjetrepublik in der Abteilung für Archäologie. Nach der Aspirantur bei Alkei Chakanowitsch Margulan verteidigte sie 1964 mit Erfolg ihre Dissertation über archäologische Fundstätten am mittleren Irtysch für die Promotion zur Kandidatin der historischen Wissenschaften. 1964 ging Arslanowa nach Kökschetau.
1965 wurde Arslanowa Dozentin am Pädagogischen Institut Ust-Kamenogorsk (Pedinst) am Lehrstuhl für Geschichte der UdSSR und leitete die archäologische Expedition Ust-Kamenogorsk des Pedinsts. Sie führte Ausgrabungen  an Orten der bronzezeitlichen Andronowo-Kultur (Sebakino-Gräberfeld, Ubinskoje-Vorposten, Ust-Kamenogorsk), der Srostki-Kultur (benannt nach dem Dorf Srostki bei Bijsk) und der Kimek durch. Ihre Funde, darunter ein silberner mongolischer Frauenkopfschmuck Boktag des 12.–13. Jahrhunderts, werden im Zentralen Staatlichen Museum der Republik Kasachstan in Almaty, im Palodar-Gebietsmuseum in Pawlodar und im Ostkasachstan-Museum in Ust-Kamenogorsk aufbewahrt und ausgestellt.
1974 ging Arslanowa nach Kalinin (ab 1991 Twer) und lehrte als Dozentin an der Universität Kalinin (ab 1991 Universität Twer) am Lehrstuhl für Geschichte der UdSSR (ab 1991 vaterländische Geschichte) der historischen Fakultät bis zu ihrem Tode. Sie hielt die Vorlesung über Grundlagen der Archäologie und diverse Spezialvorlesungen und leitete die archäologische Expedition der Universität. Unter ihrer Führung wurde der Kurgan Isbrischje im Rajon Kalinin ausgegraben, der sich als eine der bedeutendsten altrussischen Begräbnisstätten des 11.–13. Jahrhunderts an der oberen Wolga erwies.
In den 1980er Jahren nahm Arslanowa mit Studenten der historischen Fakultät der Universität Kalinin an der von Swetlana Alexandrowna Pletnjowa geleiteten sowjetisch-bulgarisch-ungarischen Expedition zur Untersuchung der Festung Majazkoje Gorodischtsche im jetzigen Naturschutzgebiet Diwnogorje (Rajon Liski) teil.
Parallel zu den Arbeiten in Kalinin erforschte Arslanowa weiter die Kultur der Turkvölker des 7.–12. Jahrhunderts am Irtysch. 1981–1987 führte sie archäologische Untersuchungen in Ostkasachstan durch.
2013 wurde der dritte Band von Arslanowas Monografie mit Aufsätzen zur mittelalterlichen Archäologie des oberen Irtysch veröffentlicht, der auch bisher unveröffentlichte Arbeiten enthält.